# العلاقات الأمريكية الإسبانية
العلاقات الأمريكية الإسبانية هي العلاقات الثنائية التي تجمع بين الولايات المتحدة وإسبانيا وللولايات المتحدة سفارة في مدريد وقنصليات في كل من برشلونة وفالنسيا ولاس بالماس وفوينخيرولا وميورقة ولإسبانيا سفارة في واشنطن[ ؟ ] وقنصليات في كل من بوسطن وشيكاغو وهيوستن ولوس أنجلوس وميامي ونيو أورليانز ونيويورك وسان فرانسيسكو و سان خوان[ ؟ ] في بورتوريكو.

## التاريخ
عبر التاريخ مرت العلاقات بين الولايات المتحدة وإسبانيا بمراحل متفاوتة، أثناء الثورة الأمريكية كانت إسبانيا أول الدول الداعمة للثورة ضد البريطانيين، بعد استقلال الولايات المتحدة باعت إسبانيا عدة مستعمرات لها منها فلوريدا بالإضافة إلى كل من ولايات كاليفورنيا وتكساس ونيو مكسيكو وأريزونا وكولورادو ونيفادا التي كسبتها من المكسيك المستعمرة الإسبانية السابقة وهذا ما ترك عند الولايات المتحدة عدة ناطقين بالإسبانية والتي تعتبر ثاني أكثر اللغات انتشاراً في الولايات المتحدة بعد الإنجليزية، في أواخر القرن التاسع عشر بدأت العلاقات بين الولايات المتحدة وإسبانيا تستاء، حيث عارضت الولايات المتحدة غزو القوى الثلاثة لكل من فرنسا وبريطانيا وإسبانيا للمكسيك أثناء الحرب الفرنسية المكسيكية، كما قامت الولايات المتحدة بدعم الثوار في المستعمرات الإسبانية في القارة الأمريكية حيث دعمت كل من جمهورية الدومينيكان وكوبا لنيل إستقلالهما، لم تستجب إسبانيا لمطالب ومصالح الولايات المتحدة مما أدى لها للتدخل ضد إسبانيا أثناء حرب الإستقلال الكوبية وألذي تمكنت من خلاله الولايات المتحدة من كسب موقع غوانتانامو وفقاً لإتفاقية بين الولايات المتحدة وكوبا. الولايات المتحدة أيضاً حاربت إسبانيا في الفلبين وبورتوريكو بعد دعمها أيضاً للثوار هناك، لذلك كان للولايات المتحدة اليد الأولى في إنهاء قوة إسبانيا الإستعمارية، بقيت العلاقات سيئة بين البلدين إلى القرن العشرين حيث كان لا يزال البلدين يتحاربان لأجل مستعمارتهم ة خاصةً في بنما حتى سنة 1911. بدأت العلاقات تعود بين البلدين أثناء عهد حكم الملك ألفونسو الثالث عشر. أثناء الحرب الأهلية الإسبانية فضلت الولايات المتحدة دعم القوميين بقيادة الجنرال فرانثيسكو فرانكو وألذي كان لانقلابه على الحكم في سنة 1936 السبب في اندلاع الحرب الأهلية أنذاك، وقد كان هذا الدعم نتيجة لوقف تمدد نفوذ الإتحاد السوفيتي في العالم. أثناء الحرب العالمية الثانية لعبت الولايات المتحدة والسفير الأمريكي الخاص بها في إسبانيا كارلتون هايس الدور الرئيسي في عدم دخول إسبانيا إلى الحرب العالمية إلى جانب دول المحور التي إنحازت لها إسبانيا، كذلك لعبت الولايات المتحدة الدور الرئيسي في إقناع إسبانيا بمرور اللاجئين الهاربين من ألمانيا النازية وإيطاليا الفاشية من الفرنسيين والبريطانيين واليهود للمرور خلال أراضيها. تحسنت العلاقات بين البلدين بعد نهاية الحرب العالمية الثانية حيث إتخذت مواقف وقائية قوية لردع نفوذ الشيوعية وألذي كانت تحاربه الولايات المتحدة، وقد أبرمت الولايات المتحدة مع إسبانيا في أثنائها عدة إتفاقيات تجارية وإستراتيجية، وأثناء الحرب الباردة قامت الولايات المتحدة بإنشاء قاعدة عسكرية لها في قاعدة مورون للطيران والتي قامت الولايات المتحدة بتخرين الأسلحة النووية فيها. بعد وفاة الجنرال فرانكو في سنة 1975 بعث الرئيس الأمريكي ريتشارد نيكسون برسالة تعزية إلى إسبانيا ووصفه بكونه أحد الحلفاء والأصدقاء الأوفياء للولايات المتحدة، بعد تولي الملك خوان كارلوس الحكم في إسبانيا ونهاية الحكم الفاشي بها وقعت إسبانيا مع الولايات المتحدة المزيد من إتفاقيات التعاون بين البلدين. أثناء غزو العراق في 2003 إشتركت القوات الإسبانية مع القوات المتعددة الجنسيات بقيادة الولايات المتحدة والتي جاءت نتيجة هذا الغزو لإدعاء الولايات المتحدة لامتلاك العراق لأسلحة دمار شامل. بعد غزو العراق وعدم العثور على الأسلحة لاقى هذا عدة انتقادات في إسبانيا لحكومة خوسيه ماريا أثنار، وألذي حملوه خسائر تفجيرات مدريد في سنة 2004 والتي راح ضحيتها 192 شخص.

## إسبانيا والثورة الأمريكية
أعلنت إسبانيا الحرب على بريطانيا العظمى كحليف لمملكة فرنسا، وقدمت اللوازم والذخائر للجيش القاري. مع ذلك، لم تكن إسبانيا حليفة للوطنيين. كانت مترددة في الاعتراف باستقلال الولايات المتحدة، لأنها لا تثق بالثوار. يقول المؤرخ توماس إيه. بيلي من إسبانيا:
على الرغم من انجذابها إلى احتمال شن حرب [ضد إنكلترا] من أجل رد الحقوق والانتقام، إلا أنها صُدت من قبل شبح جمهورية أميركية مستقلة وقوية. قد تصل هذه الدولة الجديدة إلى جبال الأليغيني فتصل إلى وادي المسيسيبي وتستولي على الأراضي التي تريدها إسبانيا لنفسها.
من بين أبرز المحاربين الإسبانيين، برناردو دي غالفيو، الفيكونت الأول لغالفستون، الذي هزم البريطانيين في مانشاك وباتون روج وناتشيز عام 1779، محررًا بذلك وادي المسيسيبي السفلي من القوات البريطانية ومنهيًا التهديد الموجه لعاصمة لويزيانا الإسبانية، نيو أورليانز. استعاد موبيل في عام 1780، وفي عام 1781، استولى على بينساكولا برًا وبحرًا وترك البريطانيين بدون قواعد في خليج المكسيك. تقديرًا لإنجازاته في سبيل القضية الأمريكية، أخذه جورج واشنطن إلى اليمين في موكب 4 يوليو، وذكر الكونغرس الأمريكي مساعدات غالفيو خلال الثورة.
أمر فلوريدابلانكا، كونت راندا بتوقيع معاهدة مع الولايات المتحدة في 17 مارس من عام 1783، مما جعل إسبانيا تعترف ضمنيًا باستقلال الولايات المتحدة.
هناك مساهمة ملحوظة أخرى لدون دييغو دي غاردوكي، الذي عُين كأول وزير في الولايات المتحدة الأمريكية في عام 1784. أصبح غاردوكي على معرفة جيدة بواشنطن، وسار أيضًا في موكب الرئيس واشنطن الافتتاحي. واصل الملك تشارلز الثالث من إسبانيا الاتصالات مع واشنطن، وأرسل له هدايا مثل المواشي من إسبانيا التي كان واشنطن قد طلبها من أجل مزرعته في مونت فيرنون.

## إسبانيا والولايات المتحدة في أواخر القرن الثامن عشر
كان السفير الأول للولايات المتحدة في إسبانيا جون جاي (لم يتولى المنصب بشكل رسمي في المحكمة). تزوج خليفة جاي، وليام كارميليكل، امرأة إسبانية ودُفن في المقبرة الكاثوليكية في مدريد. أُنشئت بعض العلاقات الودية: أسس جورج واشنطن تربية البغال الأمريكية بالاعتماد على حمير كبيرة عالية الجودة أرسلها إليه ملك إسبانيا (وكذلك لافاييت).
قاتلت إسبانيا البريطانيين باعتبارها حليفة لفرنسا خلال الحروب الثورية، لكنها لم تثق بالجمهورية ولم تكن حليفًا رسميًا للولايات المتحدة. تناولت العلاقات الرئيسية بعد الحرب التجارة والوصول إلى نهر المسيسيبي، والمناورات الإسبانية مع الأمريكيين الأصليين لمنع التوسع الأمريكي. سيطرت إسبانيا على أراضي فلوريدا ولويزيانا، التي تقع في جنوب وغرب الولايات المتحدة.  لطالما أدرك الأمريكيون أهمية حقوق الملاحة حول نهر المسيسيبي، إذ كان المخرج الواقعي الوحيد للعديد من المستوطنين في الأراضي العابرة لأبالاش لشحن منتجاتهم إلى أسواق أخرى بما فيها الساحل الشرقي للولايات المتحدة. رأت إسبانيا التوسع الأمريكي تهديدًا لإمبراطورتيها على الرغم من خوضهما الحرب الثورية معًا ضد عدو مشترك. نفت إسبانيا حقوق الملاحة الأمريكية على نهر المسيسيبي في سعيها لإيقاف التسوية الأمريكية في الغرب الجنوبي القديم، فوفرت الأسلحة للأمريكيين الأصليين وجندت المستوطنين الأمريكيين الودودين في الأراضي المسكونة من فلوريدا ولويزيانا. إضافة إلى ذلك، اعترضت إسبانيا على الحدود الجنوبية والغربية للولايات المتحدة. إن أهم نزاع على الحدود كان بين جورجيا وغرب فلوريدا، إذ طالبت كل من إسبانيا والولايات المتحدة بأجزاء مما يعرف اليوم بألاباما وميسيسيبي. دفعت إسبانيا نقدًا للجنرال الأمريكي جيمس ويلكنسون، مقابل مؤامرة تهدف إلى جعل جزء كبير من المنطقة منفصلًا، لكن شيئًا من هذا لم يحدث.  في الوقت نفسه، عملت إسبانيا على هدف وقف التوسع الأمريكي من خلال إنشاء دولة عازلة هندية في الجنوب. عملوا مع ألكسندر ماكغيليفراي (1750- 1793) الذي كان ابنًا لتاجر إسكتلندي وأم فرنسية هندية، وأصبح زعيمًا لقبيلة كريك فضلًا عن كونه وكيلًا للتجار البريطانيين. وُقعت معاهدات بين عامي 1784 و1785 مع الكريك والتيكاساو والتشوكتاو لإقامة سلام فيما بينهم والتحالف مع إسبانيا. في حين كان القادة الهنود متقبلين، كان تجار اليانكي موردين للحاجات الضرورية أفضل بكثير من إسبانيا. بالتالي، أثبت التحالف الهندي عدم استقراره.
من ناحية إيجابية، رحب التجار الاسبان بالتجارة مع الأمة الجديدة، التي كانت مستحيلة عندما كانت مستعمرة بريطانية. لذلك، شجعت الولايات المتحدة على إنشاء قنصليات في مستعمرات العالم الجديد في إسبانيا وأراد التجار الأمريكيون والمدن الشرقية بالمثل فتح تجارة مع المستعمرات الإسبانية التي كانت ممنوعة قبل عام 1775. يشمل خط جديد من التجارة التجار الأمريكيين الذين يستوردون البضائع من بريطانيا ثم يعيدون بيعها للمستعمرات الإسبانية.
فاوض جون جاي على معاهدة مع إسبانيا لحل هذه النزاعات وتوسيع التجارة. حاولت إسبانيا أيضًا استخدام الدبلوماسية المباشرة فأتاحت الوصول إلى السوق الإسبانية، مقابل إغلاق المسيسيبي للمزارعين الغربيين لمدة 25 عامًا ومنع التوسعيين الجنوبيين. رُفضت معاهدة جاي- غاردوكي من قبل التحالف بين الجنوبيين الذين يقودهم جيمس ماديسون وجيمس مونرو من فيرجيينا، إذ اشتكيا من أنها تضر بشعبهم وبدلًا من ذلك، فضلا المصالح التجارية الشمالية الشرقية. انتهت المعاهدة بذلك.
وُقعت معاهدو بيكني، المعروفة أيضًا باسم معاهدة سان لورينزو أو معاهدة مدريد، في سان لورينزو دي الإسكوريال في 27 أكتوبر من عام 1795، والتي أبدت نوايا للصداقة بين الولايات المتحة ووإسبانيا. حددت المعاهدة أيضًا حدود الولايات المتحدة مع المستعمرات الإسبانية وضمنت حقوق ملاحة الولايات المتحدة حول نهر المسيسيبي. ظل الجانبان غير واثقين. خشيت وزيرة الخارجية تيموثي بيكرينغ من تحول إسبانيا ضد لويزيانا لصالح حليفتها فرنسا الأكثر قوة. حاولت إسبانيا في وقت مبكر من عام 1797 إبطاء تنفيذ المعاهدة، إلا أن مدريد تراجعت أخيرًا في عام 1798 وتحسنت العلاقات.

## معرض صور

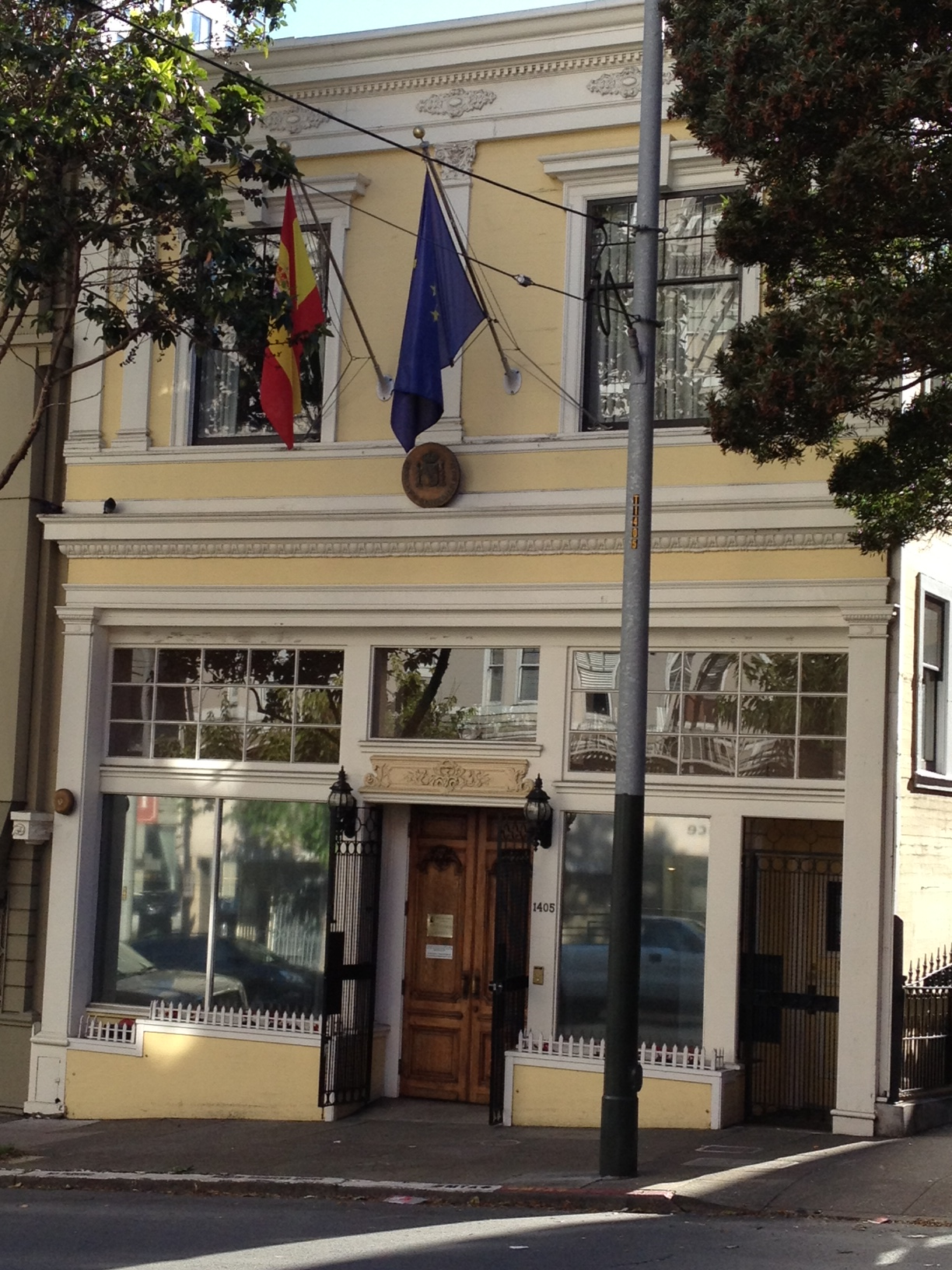
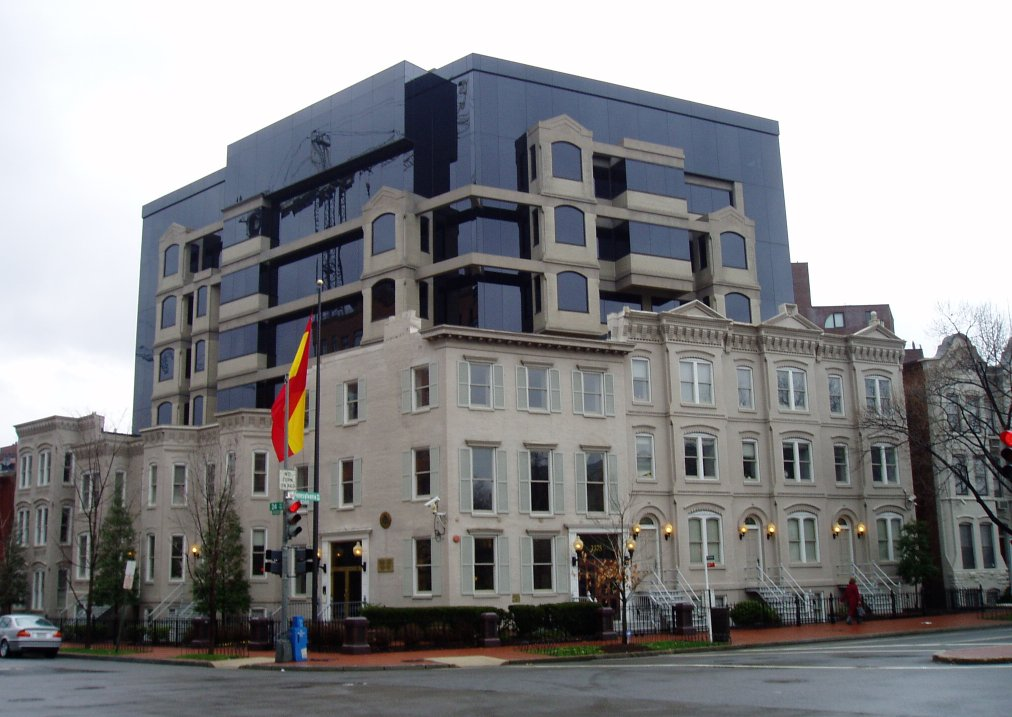
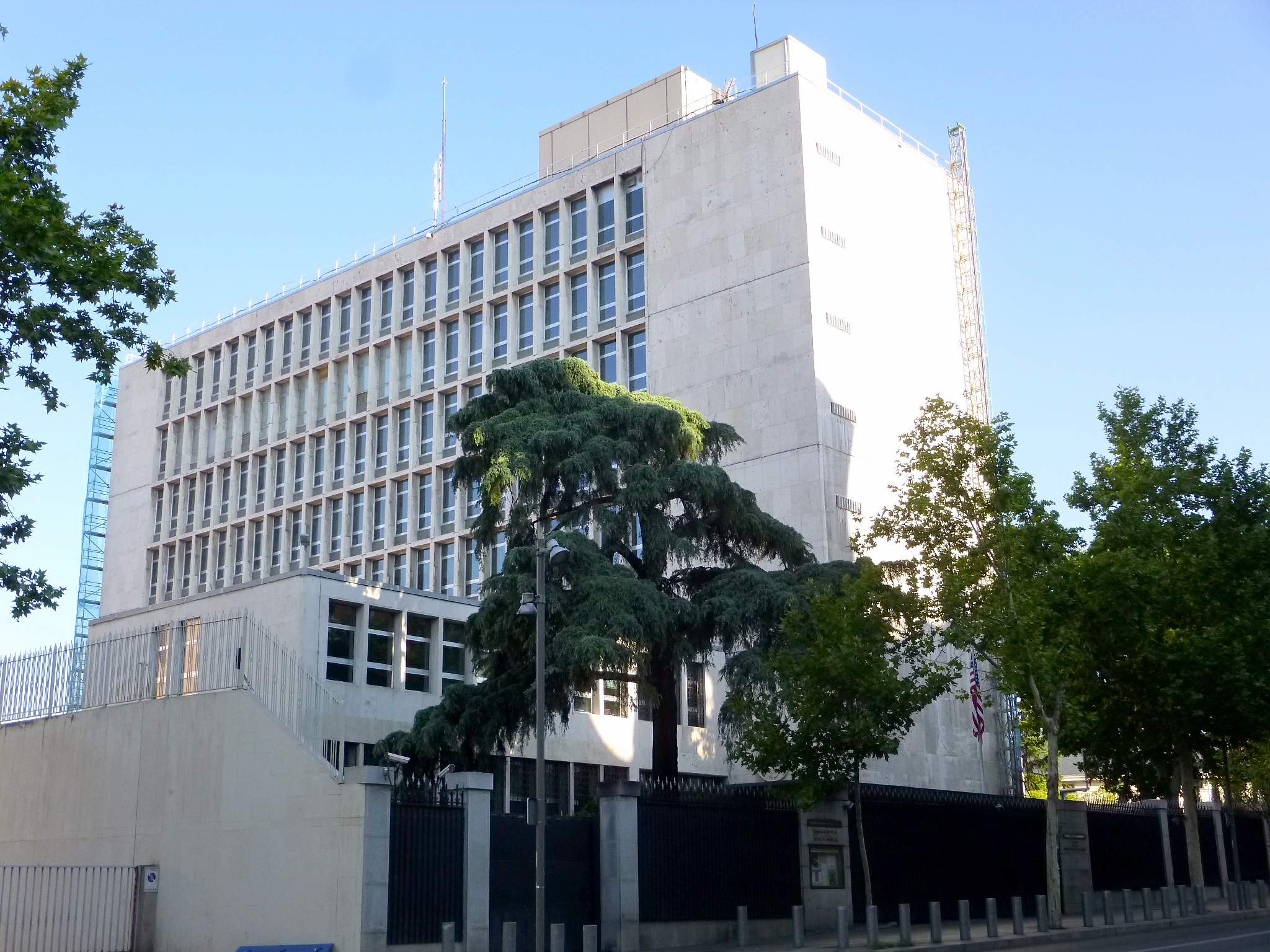